# Sillago boutani
Sillago boutani är en fiskart som beskrevs av Pellegrin, 1905. Sillago boutani ingår i släktet Sillago och familjen Sillaginidae. Inga underarter finns listade i Catalogue of Life.